# Сукман
Сукман (тат. Сокман) — село Агрызского района Республики Татарстан. Входит в состав Табарлинского сельского поселения.

## История
Деревня известна с 1678 года. В дореволюционных источниках — также под названием Чаж (Чаш), Починок По речке Чаж. В XVIII — первой половине XIX веков жители относились к категории государственных крестьян.
В «Списке населённых мест Российской империи», изданном в 1876 году, населённый пункт упомянут как казённая деревня Сукман 2-го стана Елабужского уезда Вятской губернии, при речке Сукмане, расположенная в 63 верстах от уездного города Елабуга. В деревне насчитывалось 62 двора и проживало 443 человека (219 мужчин и 224 женщины), были мечеть, почтовая станция.
В 1887 году в деревне Сукман Сукманского сельского общества Больше-Кибьинской волости проживало 608 государственных крестьян (309 мужчин, 299 женщин) в 113 дворах. Земельный надел составлял 1987 десятин (786,2 десятины подушного леса и 207,2 десятины лесного надела, 677,8 десятин пашни, 237,8 — сенокоса, 13,4 — усадьбы, 7,6 — выгона и 51 десятина неудобной земли), у жителей имелось 163 лошади, 113 коров и 315 единиц мелкого скота (овец, свиней и коз). 97 человек занимались местными промыслами (из них 40 подёнщиков), 56 — отхожими промыслами (из них 35 торговцев) в основном в своем уезде. Было 2 грамотных. 
По переписи 1897 года в деревне проживало 720 человек (372 мужчины, 348 женщин), из них 698 магометан. В 1905 году в деревне проживал 741 человек (361 мужчина, 380 женщин) в 130 дворах.
В начале XX века имелись 2 мечети, медресе, почтовая станция, действовал базар. С 1921 года село — в составе Агрызского кантона ТАССР, с 1924 — в составе Елабужского кантона, с 1927 года — в Агрызском районе (с 1 февраля 1963 года по 4 марта 1964 года — в Елабужском сельском районе). В 1948 году — единственный населённый пункт Сукманского сельсовета.

## Географическое положение
Село расположено в 7 км к юго-западу от центра поселения, села Табарле, у границы с Удмуртией. Расстояние до города Агрыз составляет по автодорогам 50 км на северо-восток.

### Часовой пояс
Село Сукман, как и весь Татарстан, находится в часовой зоне МСК (московское время). Смещение применяемого времени относительно UTC составляет +3:00.

## Демография
По переписи 2010 года в селе проживало 116 человек (63 мужчины, 53 женщины).
| 1762 | 1859 | 1887 | 1897 | 1905 | 1920 | 1926 | 1938 | 1958 | 1970 | 1989 | 2002 | 2010 |
| ---- | ---- | ---- | ---- | ---- | ---- | ---- | ---- | ---- | ---- | ---- | ---- | ---- |
| 136  | 443  | 608  | 720  | 741  | 956  | 1067 | 847  | 381  | 281  | 148  | 120  | 116  |

Национальный состав
Согласно результатам переписи 2002 года, в национальной структуре населения татары составили 95 %.

## Инфраструктура
Имеются сельский клуб, ФАП, магазин. До недавнего времени действовали также начальная школа и библиотека.

## Улицы
В селе три улицы — Карла Маркса, Ленина и Нариманова.